# Wulfertshausen
Wulfertshausen ist ein Stadtteil von Friedberg im bayerisch-schwäbischen Landkreis Aichach-Friedberg und zählt knapp 2200 Einwohner mit Hauptwohnsitz im Stadtteil (Stand: 31. Dezember 2016).

## Geografie

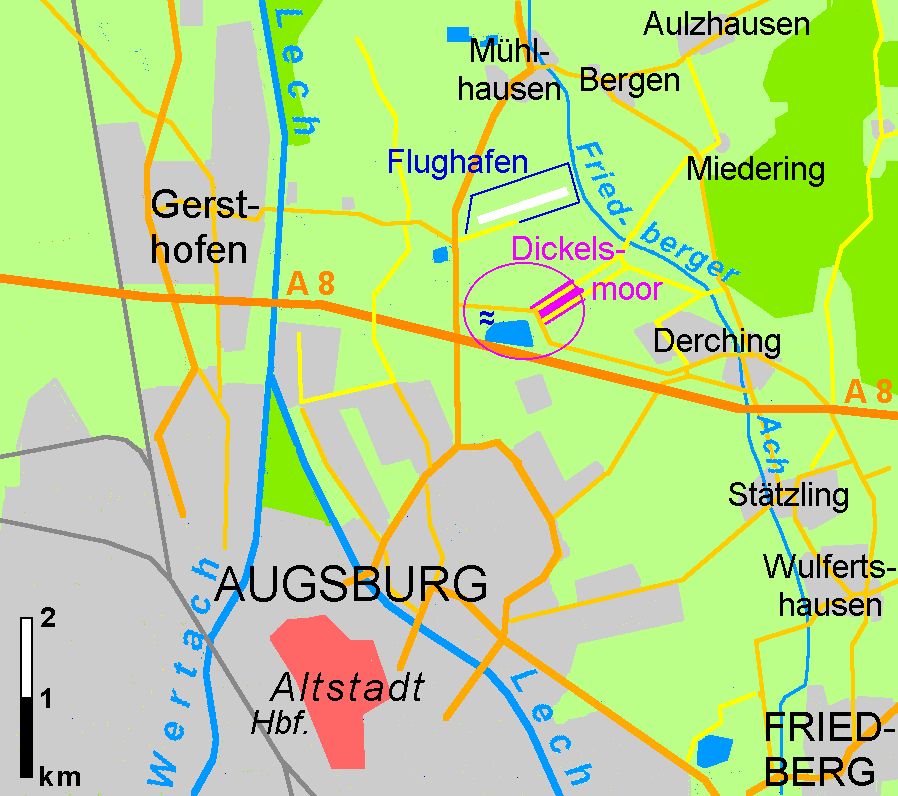
Wulfertshausen an der Lechleite

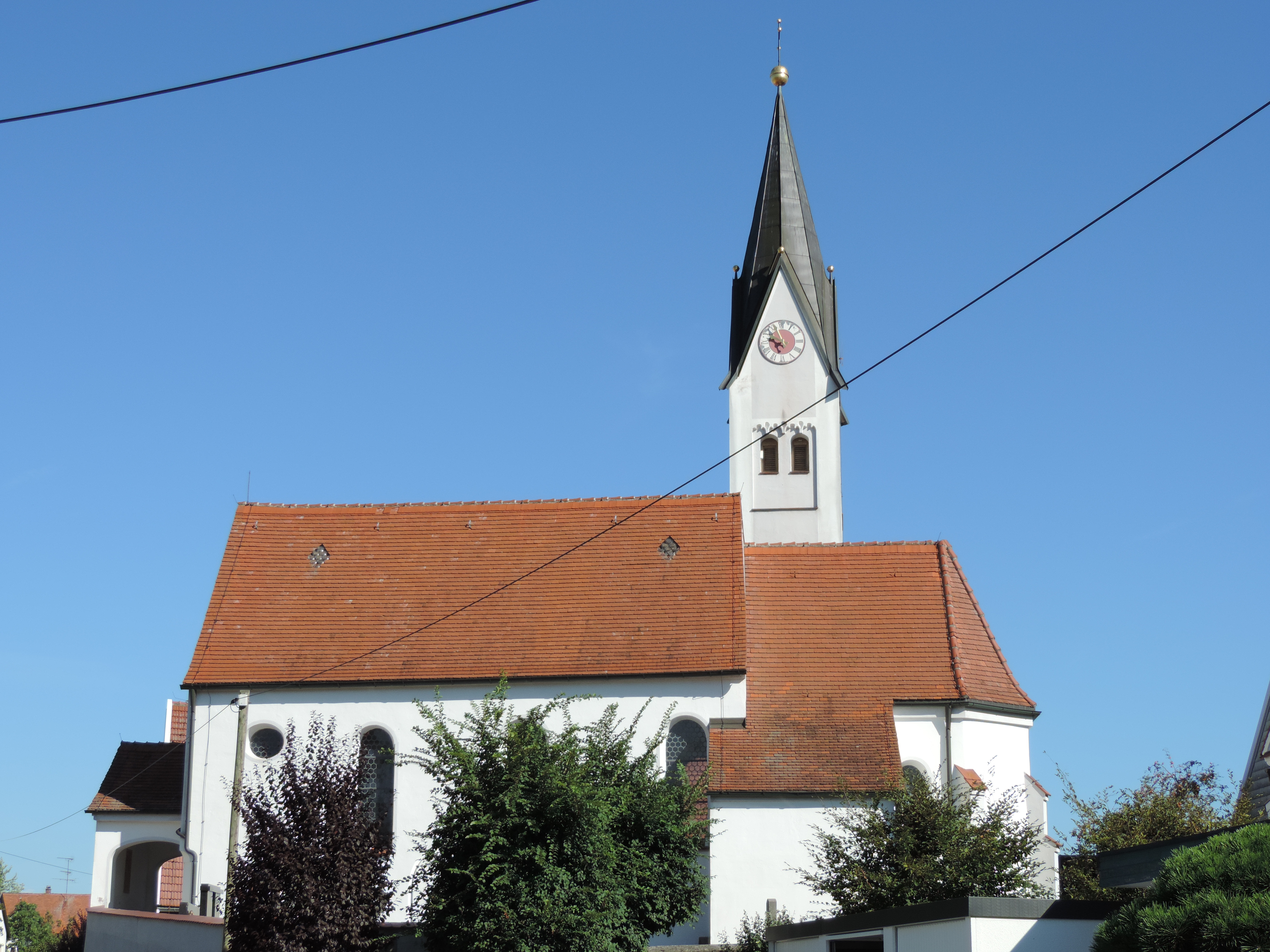
Kirche Maria Schnee

Wulfertshausen liegt etwa zwei Kilometer nördlich von Friedberg und fünf Kilometer östlich von Augsburg. Wulfertshausen liegt an der Lechleite und an der Friedberger Ach.

## Geschichte
Erstmals schriftlich erwähnt wurde die Siedlung im 12. Jahrhundert, als Rodolfus de „Wolfericheshusen“ als Zeuge für das Kloster St. Ulrich und Afra in Augsburg auftrat.   
1554 wird der Ort mit 23 Feuerstätten, 1665 mit 22 und 1840 mit 23 Häusern beschrieben.
Am 1. Mai 1978 wurde die selbstständige Gemeinde Wulfertshausen, zu der keine weiteren Ortsteile gehörten, im Zuge der Gemeindegebietsreform in die Stadt Friedberg eingegliedert.

## Besonderheiten
Jedes Jahr findet ein großes Reggae-Festival namens Reggae in Wulf statt.